# Сглазили! (фильм, 1982)
«Сглазили!» (англ. Jinxed!) — американская комедия 1982 года режиссёра Дона Сигела, последний фильм в его карьере.

## Сюжет
Гарольд — профессиональный игрок, который посещает казино в Лас-Вегасе в сопровождении своей жены, певица Бониты. В одном из казино он подмечает молодого крупье Вилли, чье присутствие приносит ему удачу в игре. Теперь картежник преследует его, играя в тех же местах, где Вилли работает. В одном из таких казино начальство замечает неладное и просит крупье сделать что-то с везунчиком, и он находит решение: соблазняет его жену.

## В ролях
- Бетт Мидлер — Бонита Фримл
- Кен Уол — Вилли Бродекс
- Рип Торн — Гарольд Бенсон
- Вэл Эйвери — Милт Хокинс
- Джек Элам — Отто
- Бенсон Фонг — мистер Вонг
- Ф. Вильям Паркер — Арт
- Йен Вульф — Морли
- Джордж Дикерсон — менеджер казино
- Клитус Янг — дилер
- Том Плеттс — контролер
- Арчи Ленг — контролер
- Кетрин Кейтс — мисс Нина
- Джеймс Нолан — отец
- Кетлин О’Мелли — мать
- Вудроу Парфри — страховой агент
- Джоан Фриман — агент
- Дон Сигел — владелец книжного магазина

## Производство
Фильм основан на романе Фрэнка Гилроя «Край». Он продал права на экранизацию компании Warner Bros., однако позже они перепродали права United Artists за $300 000. Тогда фильм приняли в производство и сценарием занялись Фрэнк Д. Гилрой и Дэвид Ньюман. На главную роль была выбрана Бетт Мидлер, которая порекомендовала Дона Сигела в качестве режиссёра.
Съемки фильма начались 5 мая 1981 года и проходили в казино Harrah’s Lake Tahoe, MGM Grand Reno, а также на студии MGM.
Во время съёмок режиссёра беспокоили проблемы со здоровьем, в частности он перенес инфаркт миокарда. Также на площадке царила напряжённая обстановка, Бетт Мидлер и Кен Уол не скрывали враждебности по отношению дург к другу. Уже после премьеры Уол признался, что ему не нравилась работа Мидлер, об этом же говорил и режиссёр.
Лало Шифрин записал саундтрек для фильма, это была бы уже шестая совместная его работа с Сигелом, однако студия отвергла музыку Шифрина.

## Прокат
Фильм вышел в США 22 октября 1982 года и провалился в прокате, при бюджете почти в 13,5 миллионов долларов, он собрал в четыре реза меньше.